# Digevoldingsagre
Digevoldingsagre var en ordning af den dyrkede jord i keltisk jernalder. De kendes fra hele det nordvesteuropæiske lavland og benævnes på engelsk "Celtic fields" med henvisning til deres tidsmæssige tilhørsforhold. De kan gå tilbage fra slutningen af bronzealderen til romersk jernalder, men ikke senere.
Digevoldingsagrene kendetegnes ved, at den dyrkede jord var inddelt i mindre, oftest rektangulære, men undertiden mere uregulære agre, oftest 1.000-3.000 m2 indhegnede af jordvolde. Det er muligt, at agrenes størrelse har været fastlagt ud fra arealenheden en tønde land. I Jylland kendes de bedst fra heder, i Østdanmark fra skove, men det må formodes at bero på bedre muligheder for bevarelse end i det dyrkede landskab.
Nogen endelig forklaring på årsagerne til dyrkningssystemets opkomst gives ikke. Det er muligt, at dyrkning af forskellige afgrøder på de forskellige marker har fremmet en opdeling (og at der har eksisteret en form for rotation med mulig braklægning). Ligeledes kan størrelsen af de enkelte agerfelter formodes at afspejle det areal, som lod sig bearbejde i løbet af en enkelt arbejdsdag. En tredje mulighed er, at systemet afspejler en gradvis udvidelse af det dyrkede areal, hvor hver gård skulle have sin part i den nyopdyrkede jord.

## Datering
De tidligste digevoldingsagre dateres til omkring 1.200 f.Kr. dvs. midten af bronzealderen, men etableringen af faste agre omgivet af skelvolde skete først i begyndelsen af keltisk jernalder, omkring 500 f.Kr. Digevoldingagrene er dermed samtidige med den forandring af bebyggelsen fra store "haller" i bronzealderen til små langhuse med stald i den ene ende i keltisk jernalder. Denne opstaldning formodes at hænge sammen med ønsket om at indsamle gødning fra dyrene og bruge det på agrene, måske endda nedpløjet.
Digevoldingsagrene synes at ophøre omkring 200 e.Kr. I nogle tilfælde bliver de tidligere dyrkede arealer afløst af skov, måske græsningsskov, hvilket indebærer, at ophøret ikke skyldes, at bebyggelsen i området blev opgivet, men derimod at der samme sted blev indført en ny dyrkningsmåde. Der er usikkerhed om karakteren af denne afløsning, men en fægade omkring 80 m lang ved Vallensbæk på Sjælland dateret til 400 e.Kr. tyder på, at man er gået over til en driftsmåde, hvor områderne nærmest landsbyen fortsat er blevet intensivt dyrket, mens kvæget kom på græs længere væk. Det er uklart i hvilken udstrækning indmarken har været dyrket ved et rotationssystem mellem afgrødedyrkning, brak og græsning. Gødning synes fortsat at have været anvendt.

## Udbredelse
Digevoldingsagrene synes at have været ret udbredt. De er fundet over store dele af det nordlige Europa. I England er de kendt som "Celtic fields" (keltiske agre).

## Planlægning
Undersøgelser peger på, at agersystemerne blev udlagt i stor skala omkring landsbyerne ved, at der i flere tilfælde først blev udstukket lange felter, som er blevet inddelt i marker. Regelmæssigheden tyder på, at der har eksisteret en fordeling, der gav de enkelte gårde agre forskellige steder i bymarken. Størrelsen af markerne tyder på, at den grundlæggende arealenhed har været en tønde land. I de østlige dele af Danmark forekommer markfelter på kun et par hundrede kvadratmeter, og på Sjælland kan de have form som trekanter, ovaler og lignende, hvilket er ukendt i Jylland. Ligeledes kan målene på de rektangulære agerfelter variere fra 60 x 90 m til 25 x 125 m. En del af denne variation må tilskrives terrænforhold.
Skelvoldene kan variere i størrelse fra bredder på 2-3 m på Blemmelyng på Bornholm over 4-5 m i Geelskov ved København til 6-7 m i Tokkeskoven ved Pebringe på Sjælland og med en højde på omkring ½ m, ofte dog kun 20 cm. Det er uklart, om de brede volde har haft andre formål end dem, forskere i nutiden kan gennemskue, men de store bredder gør det ikke umuligt.
De samlede dyrkede områder synes ikke at have oversteget omkring 10 hektar, og nogle steder omfattede de væsentligt mindre. De dyrkede arealer var omfattende; kun engarealer synes holdt uden for. De udyrkede arealer formodes at have været anvendt til græsning. Imidlertid er der også fundet plovspor i fx Store Vildmose i Vendsyssel.

## Dyrkningsmåde
Skelvoldene i Jylland er fortrinsvis dannet af flyvesand, der formodes at være aflejret i forbindelse med levende hegn. I de østlige dele af Danmark synes skelvoldene derimod at være markeret med sten samlet fra markfelterne, på Bornholm endda i form af stendiger. Det formodes, at jordvoldene har været beplantet med levende hegn, der kunne modvirke vinderosion, og som samtidig har mindsket fordampning, ligesom de har skullet holde vildt og kvæg ude fra markerne, og omvendt har gjort det muligt at bruge udyrkede eller afhøstede agre som dyrefolde, hvorved brugerne tillige har opnået den fordel, at dyrene med deres afføring tilførte jorden ny gødning.
Dyrkningsteknisk forbindes digevoldingsagrene tilsyneladende med brugen af pløjeredskabet arden, anvendt til pløjning enten entydigt i agrenes længderetning eller oftere på kryds. Undersøgelser har vist, at de to meter nærmest volden ikke har været dyrket, og der er her fundet hjulspor, som tyder på, at dette randområde vedvarende har ligget brak.
Hvilke afgrøder, man har dyrket, er usikkert, men byg og rug formodes at have været de vigtigste afgrøder. Af andre afgrøder kan nævnes emmer og spelt (hvede). Disse planter synes således at have indgået i Grauballemandens og Tollundmandens sidste måltider. Dertil kommer havre og hirse. Endvidere har man øjensynligt dyrket hør. Endelig må nævnes ært og bønne.

## Afvikling
Digevoldingsagrene blev i middelalderen afløst af de ganske anderledes "højryggede agre". Forløbet af overgangen anses endnu for uklart bortset fra, at sidstnævnte anses knyttet til indførelsen af hjulploven og muligvis indførelsen af det middelalderlige vangesystem.

## Kortlægning
Erkendelsen af at digevoldingerne afspejlede forhistoriske agre, skete allerede i 1800-tallet og blev bekræftet vedtidlige opmålinger og undersøgelser foretaget af N.F.B. Sehested og Sophus Müller. I Danmark blev kortlægningen af digevoldingsagrenes udbredelse oprindeligt udført af Gudmund Hatt, siden fortsat af Viggo Nielsen og Axel Steensberg. De viser sig især som terrassekanter på let skrånende terræn men optræder også som karakteristiske skelvolde.